# Jean-Denis Delétraz
Jean-Denis Arnold Delétraz (* 1. Oktober 1963 in Genf) ist ein ehemaliger Schweizer Automobilrennfahrer. Sein Sohn Louis Delétraz ist ebenfalls Automobilrennfahrer.

## Karriere
Als die Kosten in der Formel 1 Mitte der 1990er-Jahre immer weiter stiegen, wurde die Tür für Rennfahrer, die für ihre Starts bezahlten, breit geöffnet. Einer der Piloten, die auf diesem Weg in die weltweit höchste Monoposto-Klasse kamen, war Delétraz. Seine Qualifikation, sich mit den schnellsten Rennfahrern zu messen, blieb fragwürdig. Sein Debüt in der Formel 1 gab er 1994 beim Großen Preis von Australien in Adelaide für das Tourtel-Larrousse-Team von Gérard Larrousse. Dieses Rennen ging durch die weltmeisterschaftsentscheidende Kollision von Damon Hill und Michael Schumacher in die Geschichte dieses Sports ein. Delétraz selbst fiel nach einem schwachen Rennen mit einem Getriebeschaden aus.
1995 folgten zwei Rennen für das Pacific-Team. Mit Rundenzeiten, die beständig etwa zehn Sekunden langsamer waren als die der Spitzenpiloten, fuhr Delétraz in Portugal und beim Großen Preis von Europa dem Feld hinterher. Nach dem Ausfall in Estoril wurde er am Nürburgring nicht klassiert, weil er im Ziel sieben Runden Rückstand auf den Sieger Michael Schumacher hatte.
Ein gänzlich anderes Bild seines Könnens zeigte er im Sportwagen. Seit mehr als einem Jahrzehnt gehört er zu den Fahrern in der Le Mans Series, der American Le Mans Series und den FIA-GT-Meisterschaft. Wo es auf Ausdauer, Beständigkeit und Teamgeist ankommt, ist der Schweizer gefragter Pilot verschiedener Werks- und Privatteams. Er ist gern gesehener Gast bei den 24 Stunden von Le Mans, wo er 2001 und 2002 die Klasse der LMP2 gewinnen konnte, und fuhr so unterschiedliche Fahrzeuge wie den McLaren F1 GTR genauso wie den Werks-Lotus-GT und den Ferrari 333SP. 2007 fuhr er gemeinsam mit Marcel Fässler und Iradj Alexander einen Lola B07/10 für das Swiss-Spirit-Team. Das Aus kam schon nach 62 gefahrenen Runden durch Motorschaden.
Seinen bisher letzten Start in Le Mans hatte der Schweizer 2012. Das Rennen endete für ihn nach einem Unfall eines seiner Teamkollegen vorzeitig.

## Statistik

### Statistik in der Formel 1

#### Gesamtübersicht
| Saison | Team      | Chassis        | Motor          | Rennen | Siege | Zweiter | Dritter | Poles | schn. Runden | Punkte | WM-Pos. |
| ------ | --------- | -------------- | -------------- | ------ | ----- | ------- | ------- | ----- | ------------ | ------ | ------- |
| 1994   | Larrousse | Larrousse LH94 | Ford HB 3.5 V8 | 1      | –     | –       | –       | –     | –            | –      | –       |
| 1995   | Pacific   | Pacific PR02   | Ford ED 3.0 V8 | 2      | –     | –       | –       | –     | –            | –      | 34.     |
| Gesamt | Gesamt    | Gesamt         | Gesamt         | 3      | –     | –       | –       | –     | –            | –      |         |

#### Einzelergebnisse
| Saison | 1 | 2 | 3 | 4 | 5 | 6 | 7 | 8 | 9 | 10 | 11 | 12  | 13 | 14 | 15  | 16 | 17 |
| ------ | - | - | - | - | - | - | - | - | - | -- | -- | --- | -- | -- | --- | -- | -- |
| 1994   |   |   |   |   |   |   |   |   |   |    |    |     |    |    |     |    |    |
|        |   |   |   |   |   |   |   |   |   |    |    |     |    |    | DNF |    |    |
| 1995   |   |   |   |   |   |   |   |   |   |    |    |     |    |    |     |    |    |
|        |   |   |   |   |   |   |   |   |   |    |    | DNF | 15 |    |     |    |    |

| Legende  | Legende            | Legende                                                          |
| Farbe    | Abkürzung          | Bedeutung                                                        |
| -------- | ------------------ | ---------------------------------------------------------------- |
| Gold     | –                  | Sieg                                                             |
| Silber   | –                  | 2. Platz                                                         |
| Bronze   | –                  | 3. Platz                                                         |
| Grün     | –                  | Platzierung in den Punkten                                       |
| Blau     | –                  | Klassifiziert außerhalb der Punkteränge                          |
| Violett  | DNF                | Rennen nicht beendet (did not finish)                            |
| Violett  | NC                 | nicht klassifiziert (not classified)                             |
| Rot      | DNQ                | nicht qualifiziert (did not qualify)                             |
| Rot      | DNPQ               | in Vorqualifikation gescheitert (did not pre-qualify)            |
| Schwarz  | DSQ                | disqualifiziert (disqualified)                                   |
| Weiß     | DNS                | nicht am Start (did not start)                                   |
| Weiß     | WD                 | zurückgezogen (withdrawn)                                        |
| Hellblau | PO                 | nur am Training teilgenommen (practiced only)                    |
| Hellblau | TD                 | Freitags-Testfahrer (test driver)                                |
| ohne     | DNP                | nicht am Training teilgenommen (did not practice)                |
| ohne     | INJ                | verletzt oder krank (injured)                                    |
| ohne     | EX                 | ausgeschlossen (excluded)                                        |
| ohne     | DNA                | nicht erschienen (did not arrive)                                |
| ohne     | C                  | Rennen abgesagt (cancelled)                                      |
| ohne     | keine WM-Teilnahme |                                                                  |
| sonstige | P/fett             | Pole-Position                                                    |
| sonstige | 1/2/3/4/5/6/7/8    | Punktplatzierung im Sprint-/Qualifikationsrennen                 |
| sonstige | SR/kursiv          | Schnellste Rennrunde                                             |
| sonstige | *                  | nicht im Ziel, aufgrund der zurückgelegten Distanz aber gewertet |
| sonstige | ()                 | Streichresultate                                                 |
| sonstige | unterstrichen      | Führender in der Gesamtwertung                                   |

### Le-Mans-Ergebnisse
| Jahr | Team                       | Fahrzeug        | Teamkollege          | Teamkollege           | Platzierung             | Ausfallgrund |
| ---- | -------------------------- | --------------- | -------------------- | --------------------- | ----------------------- | ------------ |
| 1995 | Giroix Racing Team         | McLaren F1 GTR  | Olivier Grouillard   | Fabien Giroix         | Rang 5                  |              |
| 1996 | Kokusai Kaihatsu Racing    | McLaren F1 GTR  | Maurizio Sandro Sala | Fabien Giroix         | Ausfall                 | Motorschaden |
| 2000 | Racing Organisation Course | Reynard 2KQ-LM  | David Terrien        | Ralf Kelleners        | Ausfall                 | Motorschaden |
| 2001 | ROC Auto                   | Reynard 2KQ-LM  | Jordi Gené           | Pascal Fabre          | Rang 5 und Klassensieg  |              |
| 2002 | Noël del Bello Racing      | Reynard 2KQ-LM  | Christophe Pillon    | Walter Lechner junior | Rang 19 und Klassensieg |              |
| 2004 | Barron Connor Racing       | Ferrari 575 GTC | Mike Hezemans        | Ange Barde            | Ausfall                 | Elektrik     |
| 2007 | Swiss Spirit               | Lola B07/10     | Marcel Fässler       | Iradj Alexander       | Ausfall                 | Elektrik     |
| 2012 | Gulf Racing Middle East    | Lola B12/80     | Keiko Ihara          | Marc Rostan           | Ausfall                 | Unfall       |

### Sebring-Ergebnisse
| Jahr | Team                  | Fahrzeug                  | Teamkollege      | Teamkollege         | Platzierung | Ausfallgrund |
| ---- | --------------------- | ------------------------- | ---------------- | ------------------- | ----------- | ------------ |
| 2002 | Noël del Bello Racing | Reynard 2KQ               | Mark Smithson    | Christophe Pillon   | Ausfall     | Motorschaden |
| 2004 | Barron Connor Racing  | Ferrari 575 Maranello GTC | Mike Hezemans    | Ange Barde          | Ausfall     | Aufhängung   |
| 2011 | Luxury Racing         | Ferrari 458 Italia        | Stéphane Ortelli | Frédéric Makowiecki | Rang 28     |              |

### Einzelergebnisse in der Sportwagen-Weltmeisterschaft
| Saison | Team         | Rennwagen   | 1   | 2   | 3   | 4   | 5   | 6   | 7   | 8   | 9   | 10  | 11  |
| ------ | ------------ | ----------- | --- | --- | --- | --- | --- | --- | --- | --- | --- | --- | --- |
| 1988   | Team Salamin | Porsche 962 | JER | JAR | MON | SIL | LEM | BRÜ | BRH | NÜR | SPA | FUJ | SAN |
| 1988   | Team Salamin | Porsche 962 |     |     |     | 7   |     |     |     |     |     |     |     |

### Einzelergebnisse in der FIA-Langstrecken-Weltmeisterschaft
| Saison | Team                    | Rennwagen   | 1   | 2   | 3   | 4   | 5   | 6   | 7   | 8   |
| ------ | ----------------------- | ----------- | --- | --- | --- | --- | --- | --- | --- | --- |
| 2012   | Gulf Racing Middle East | Lola B12/80 | SEB | SPA | LEM | SIL | SAO | BAH | FUJ | SHA |
| 2012   | Gulf Racing Middle East | Lola B12/80 |     | 23  | DNF | 18  | 24  | DNF | 13  | DNF |